# Jon Gorenc Stanković
Jon Gorenc Stanković, slovenski nogometaš, * 14. januar 1996, Ljubljana.
Gorenc Stanković je slovenski profesionalni nogometaš, ki igra na položaju vezista. Od leta 2020 je član avstrijskega Sturm Graza in slovenske reprezentance. Pred tem je igral za Domžale, Borussio Dortmund II in Huddersfield Town ter slovensko reprezentanco do 16, 17, 18, 19 in 21 let.